# Wampirzyce (film)
Wampirzyce (ang. Vamps) – amerykański film z pogranicza horroru i komedii romantycznej.

## Treść
Treścią filmu jest historia dwóch wampirzyc, które żyją we współczesnym Nowym Jorku i usiłują ułożyć sobie swoje życie osobiste.

## Główne role
- Alicia Silverstone – Goody
- Krysten Ritter – Stacy
- Dan Stevens – Joey Van Helsing
- Richard Lewis – Danny
- Wallace Shawn – Dr. Van Helsing
- Justin Kirk – Vadim
- Malcolm McDowell – Vlad Tepish
- Sigourney Weaver – Ciccerus
- Marilu Henner – Angela
- Kristen Johnston – pani Van Helsing
- Zak Orth – Renfield
- Larry Wilmore – profesor Quincy
- Meredith Scott Lynn – Rita
- Brian Backer – dentysta
- Taylor Negron – dostarczyciel pizzy
- Amir Arison – Derek
- Todd Barry – Ivan
- Gael García Bernal – Diego Bardem
- Joel Michaely – Peter